# Susana Soca Blanco
Susana Soca Blanco   (Montevideo, 19 de juliol de 1906 - Rio de Janeiro, 11 de gener de 1959) va ser una poeta uruguaiana resident a França.

## Biografia
Nascuda a Montevideo, era filla d'una família de classe alta. El seu pare era el doctor Francisco Soca, i la seva mare, l'aristòcrata Luisa Blanco Acevedo, germana del polític i exministre Eduardo Blanco Acevedo. Va viure la major part de la seva vida a París, primer al costat de la seva família i després sola.
Entre 1938 i 1948, va viure en un gran hotel parisenc. Propera a Paul Éluard, Valentine Hugo, Roger Caillois i altres escriptors, va crear les Cahiers de la Licorne. A Montevideo, en continuà la revisió amb el nom d'Entregas de la Licorne. Així mateix, va organitzar la primera gran retrospectiva a Montevideo de Nicolas de Staël: el catàleg és presentat per Pierre Lecuire.
També va viatjar a Rússia i al Regne Unit per recuperar els manuscrits de Boris Pasternak.

### Mort i homenatges
Quan tornava de viatge cap a l'Uruguai, el seu avió es va incendiar a l'aeroport de Rio de Janeiro. El seu cosí Juan Carlos Blanco Estradé va haver de reconèixer el seu cos.
Els seus poemes van ser publicats de manera pòstuma amb els títols de Noche cerrada i En un país de la memoria. En el seu llibre Exercices d'admiration, Emil Cioran, que la va conèixer a París, la recorda en un text nomenat Elle n'était pas d'ici.
En el seu llibre El hacedor, Jorge Luis Borges li va dedicar un poema que porta el seu nom. El 1964, Juan Carlos Onetti li va dedicar la seva novel·la Juntacadáveres.
El juny de 2006, amb motiu dels cent anys del seu naixement, la Maison de l'Amerique Latine a París va organitzar l'exposició "Susana Soca i la seva constel·lació, vistes per Gisèle Freund".